# یایوک باسوکی
 یایوک باسوکی (انگلیسی: Yayuk Basuki؛ زاده ۳۰ نوامبر ۱۹۷۰) یک تنیس‌باز اهل اندونزی است.